# Hideki Nomiyama
Hideki Nomiyama (野見山 秀樹 Nomiyama Hideki?,  nacido el 28 de abril de 1975 en Kagoshima) es un exfutbolista japonés. Jugaba de centrocampista y su último club fue el Gamba Osaka de Japón.

## Trayectoria

### Clubes
| Club        | País  | Año         |
| ----------- | ----- | ----------- |
| Gamba Osaka | Japón | 1995 - 1997 |